# Cipro (Roms tunnelbana)
Cipro är en station på Roms tunnelbanas Linea A. Stationen är belägen vid Via Cipro i kvarteret Trionfale i nordvästra Rom och togs i bruk i maj 1999.
Stationen Cipro har:
- Biljettautomater
- Tillgänglighet för funktionshindrade personer
- Hissar
- Rulltrappor
- Pendelparkering
- WC

## Kollektivtrafik
- Busshållplats för ATAC

## Omgivningar
- Vatikanmuseerna
- Piazzale degli Eroi
- Mercato Trionfale
- Ospedale Oftalmico
- Santa Maria delle Grazie al Trionfale